# Крушельниця
Крушельни́ця — село в Україні, у Стрийському районі Львівської області. Населення становить 1297 осіб. Орган місцевого самоврядування — Сколівська міська рада.
Через село протікає річка Стрий і маленька річка Бричка (Крушельниця),  на якій розташований невеликий (1,5 м) однойменний водоспад Крушельницький. У селі є підвісний дерев'яний міст, який є переходом на Заріччя (частина села, яка розташована праворуч від річки Стрий, при в'їзді в село). З села є стежки на гору Діл і Парашку.

## Історія
4 жовтня 1395 р. польський король Владислав Ягайло надав Іванові і Дем'янові село Крушельницю, яка тоді належала до Тустанівської волості. Привілей Ягайла у 1556 році підтвердив король Сигізмунд II Август.
До 1934 року, на території теперішнього села були дві самостійні окремі ґміни: Крушельниця Рустикальна та Крушельниця Шляхецька. Згодом ці поселення належали до колективної сільської ґміни Підгородці , яка спочатку входила в склад Сколівського району, а з 1932 року вже в  Стрийський район Станіславського повіту.

### Перша світова війна
Українці Галичини, Буковини та Закарпаття, які на початок Першої світової війни були у складі Австро-Угорської імперії, були активно залучені на військову службу на боці Австро-Угорщини. Не виключенням стали й мешканці Крушельниці. На сьогоднішній час, у відкритих архівах Австрії знайдені тільки списки вояків, які загинули. 

### Друга світова війна та УРСР
На Львівщині, як і на інших західноукраїнських землях, трагічний рахунок жертв комуністичної імперії розпочався восени 1939-го, з вибухом Другої світової війни, коли під фальшивою завісою «порятунку єдинокровних братів» СРСР переніс свої західні кордони зі Збруча до Сяну, Західного Бугу та Карпат. «Золотий вересень» 1939-го засіявся жорстоким полем болю, смертей і людських страждань. Ще кривавіше розкрутилися репресивні жорна з відновленням радянської влади на Львівщині влітку 1944 р. та з розгортанням у західних областях України національновизвольного руху. Такої «питомої ваги» винищення населення не зазнала жодна область України. А скільки населених пунктів Львівщини значаться у нинішніх довідниках як «колишні», бо їх змела з лиця землі так звана «червона мітла» (так репресивні органи називали свої військові операції щодо «зачистки» сіл чи містечок від «ворожого елементу»).
З Львівської області було виселено 119 988 осіб.  Частка репресованих тоталітарним режимом із Сколівщини становила 4,5% або 5342 особи. Із села Крушельниці було виселено 142 (2,6%) осіб від загальної кількості виселених із Сколівського району, та 9,6% осіб від всього населення Крушельниці. 66 жінок і 76 чоловіків стали жертвами окупаційної влади. Вони працювали по десятьдванадцять годин на добу – на шахтах і рудниках, лісоповалах та лісосплавах, на будівництві залізниць і доріг серед сибірських боліт, вічної мерзлоти та серед казахстанських пустель.

#### Вікова група репресованих
0—18 років — 40(28,2%) осіб; 
19—25рр. —29(20,4%) осіб;
26—30рр. —10(7,01%) осіб;
31—40 рр. —15(10,5%) осіб;
41—50рр. —11(7,7%) осіб;
51—60рр. —28(19,7%) осіб; 
61—69рр. —9 (6,4%) осіб; 
З них 18 (12,7%) осіб померли на засланні, 3 (2,1%) осіб подальша доля невідома, 1 (0,7%) — розстріляли; 1(0,7%) — вбили;
Судили мешканців села Крушельниця за Кримінальним Кодексом Української радянської соціалістичної республіки (далі— КК УРСР) застосовуючи наступні статті:  54-1а: зрада батьківщині;  54-11: контрреволюційна організаційна діяльність;  54-2: збройне повстання;  54-12: недонесення про контрреволюційний злочин;  54-4: допомога міжнародній буржуазії у здійсненні ворожої діяльності проти СРСР;  58-10 ч. 1: антирадянська пропаганда і агітація (КК РРФСР);  Співпраця з ОУН, член сім’ї учасника підпілля УПА;

## Релігія
Перша згадка про наявність приходської церкви греко-католицького віросповідання та присутність пароха у селі Крушельниця, трапляється у збірнику «Алфавітний покажчик Галичини 1818 року».
Церкву св. Миколая збудовано у 1822 році.

### Парохи/Священики
1. Andreas Merunowicz (р.н.1786, помер 1858р.) — з 1815-1858 рр [6]. Запис про смерть Andreas Merunowicz [7];
2. Hilarien Popowicz  (р.н.1827) — з 1859-1874 рр. [8][9];
3. Іоаннъ Реваковичь (р.н.1814) — з 1882-1885 рр.[10];
4. Андрей Яворский (р.н.1846) — з 1886-1890 рр.[11]
5. Александеръ Здерковский (р.н.1858) — з 1892-1923 рр.;
6. Михайло Власенко (р.н 1874) — з 1924-1928 рр.[12];
7. Микола Косович (р.н. 1901) — з 1929- 1935 рр.[13];
8. Вацівський Йосиф (р.н 1902) — з 1936-1938 рр.[14] ;
9. Бігун Іван (р.н. 1881) — з 1939-1944 рр.[15].

### Кількість прихожан

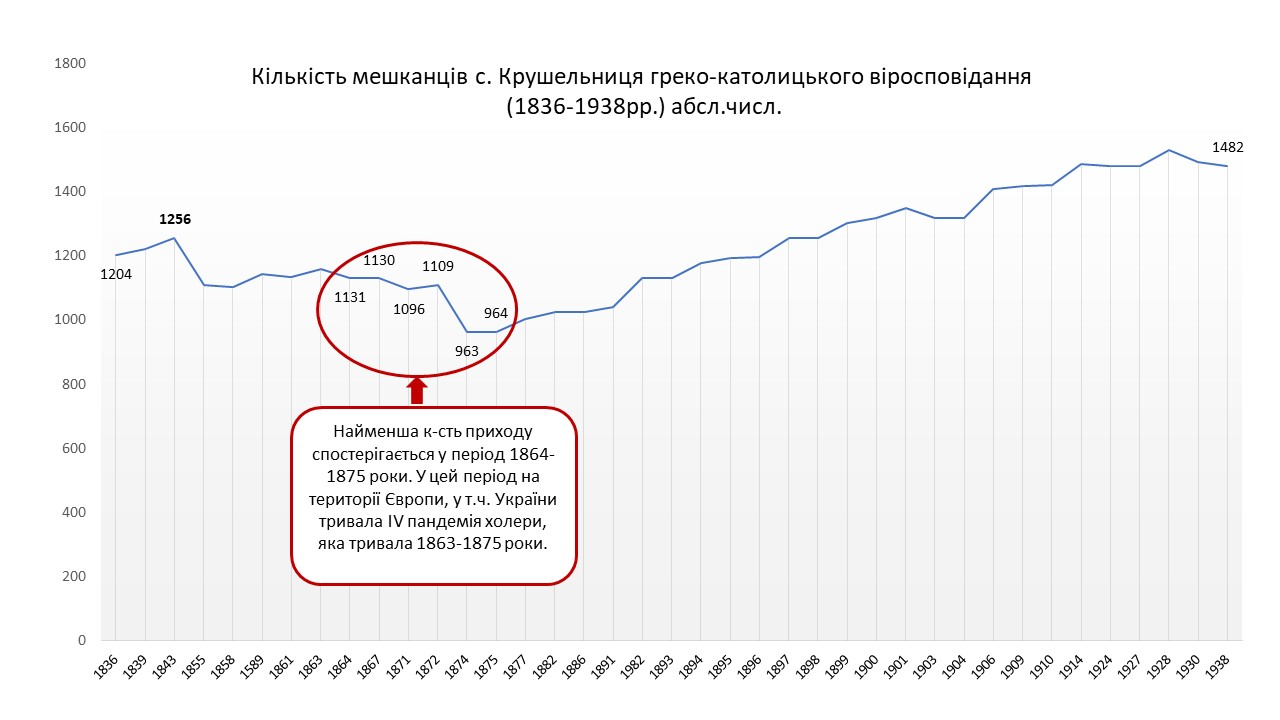
Кількість мешканців села Крушельниця Греко-католицького віросповідання (1836-1938рр.)абс.числа.

## Власники/Покровителі села
1. Johan Kloskowski(1826—1835 рр.)[16];
2. Johan Kloskoski et Karolus Zawadzki (1836—1858 рр.)[17];
3. Karolus Zawadzki et Julia Masiejowska (1859—1862 рр.)[18];
4. Eduardus Jarczewski (1863—1866 рр.)[19];
5. Franciszek Jan Smolka(1867—1871рр.);
6. Franciscus Smolka et Albert Podhorodecki – 1872р.[20];
7. Franciscus Smolka – 1874р.[9];
8. Бернардъ де Пошиніеръ 1882- 1886 рр.[21][22];
9. Андрей князь Любомврскій (1891 – 1895рр.)[23][24];
10. Е. Бальцеръ (Бельгієць) – 1914 р.[25];
11. Герман бр. Ґредль – 1924р.[26].

## Населення

### Австрійська імперія (Австро-Угорщина)
За даними церковного перепису у 1858 році у селі проживало 1320 осіб греко-католицького віросповідання.
За даними податкового перепису Австро-Угорщини, який відбувся 1 січня 1900 року, у селі Крушельниця загалом проживало 1417 осіб. За релігійною приналежністю:
- 1293 осіб греко-католиків;
- 43 осіб римо-католиків;
- 81 юдеїв.

Площа села становила 2494 гектарів землі.
За частинами села: Крушельниця Рустикальна (Kruszelnica Rustykalna) налічувала 124 хати, у яких проживало 749 людей, з них: 398 чоловіків та 351 жінок. За релігійною приналежність мешкало 696 греко-католиків, 39 юдеїв та 14 римо-католиків. Мова спілкування людей: 711 — українська та 38 — польська. В селі було 35 коней, 489 корів/волів, 123 овець та 94 свиней.
Крушельниця Шляхетська (Kruszelinica Szlachecka) мала 124 хати у яких проживало 668 людей, з них: 341 чоловіків та 327 жінок. За релігійною приналежність мешкало 597 греко-католиків, 42 юдеїв та 29 римо-католиків. Мова спілкування людей: 606 — українська та 60 — польська. В селі було 60 коней, 564 корів/волів, 131 овець та 118 свиней.

### Польська народна республіка
За даними податкового перепису станом на 01.01.1939 р. загалом у селі Крушельниця проживало 1900 мешканців, у тому числі 1760 українців, 35 поляків, 40 латинників (римо-католиків), 60 євреїв, 5 німців.
У Крушельниці Рустикальній (Kruszelnica Rustykalna) проживало 1070 мешканців: 1000 українців, 30 поляків, 10 латинників та 30 євреїв;
У Крушельниці Шляхетській (Kruszelinica Szlachecka — початок села) проживало 830 мешканців: 760 українців, 5 поляків, 30 латинників, 30 євреїв та 5 німців.

### УРСР
Згідно з переписом УРСР 1989 року чисельність наявного населення села становила 1291 особа, з яких 630 чоловіків та 661 жінка.

### Україна
За переписом населення України 2001 року в селі мешкало 1297 осіб.

#### Мова
Розподіл населення за рідною мовою за даними перепису 2001 року:
| Мова       | Відсоток |
| ---------- | -------- |
| українська | 99,69 %  |
| російська  | 0,23 %   |
| білоруська | 0,08 %   |

## Пам'ятки
На території села розташовані три церкви: церква Святого Миколая, церква Святої Трійці (біля якої стоїть старенька кам'яна капличка побудована в кінці 1700-х років), церква Пречистої Діви Марії.
У селі встановлений пам'ятний знак на честь перебування в селі Степана Бандери з групою 50 львівських студентів у серпні 1933 року. 
Будівля школи також повинна бути архітектурною спадщиною, бо це був маєток Австрійського намісника.

Пам'ятний знак Бандері в Крушельниці
Деталь пам'ятника
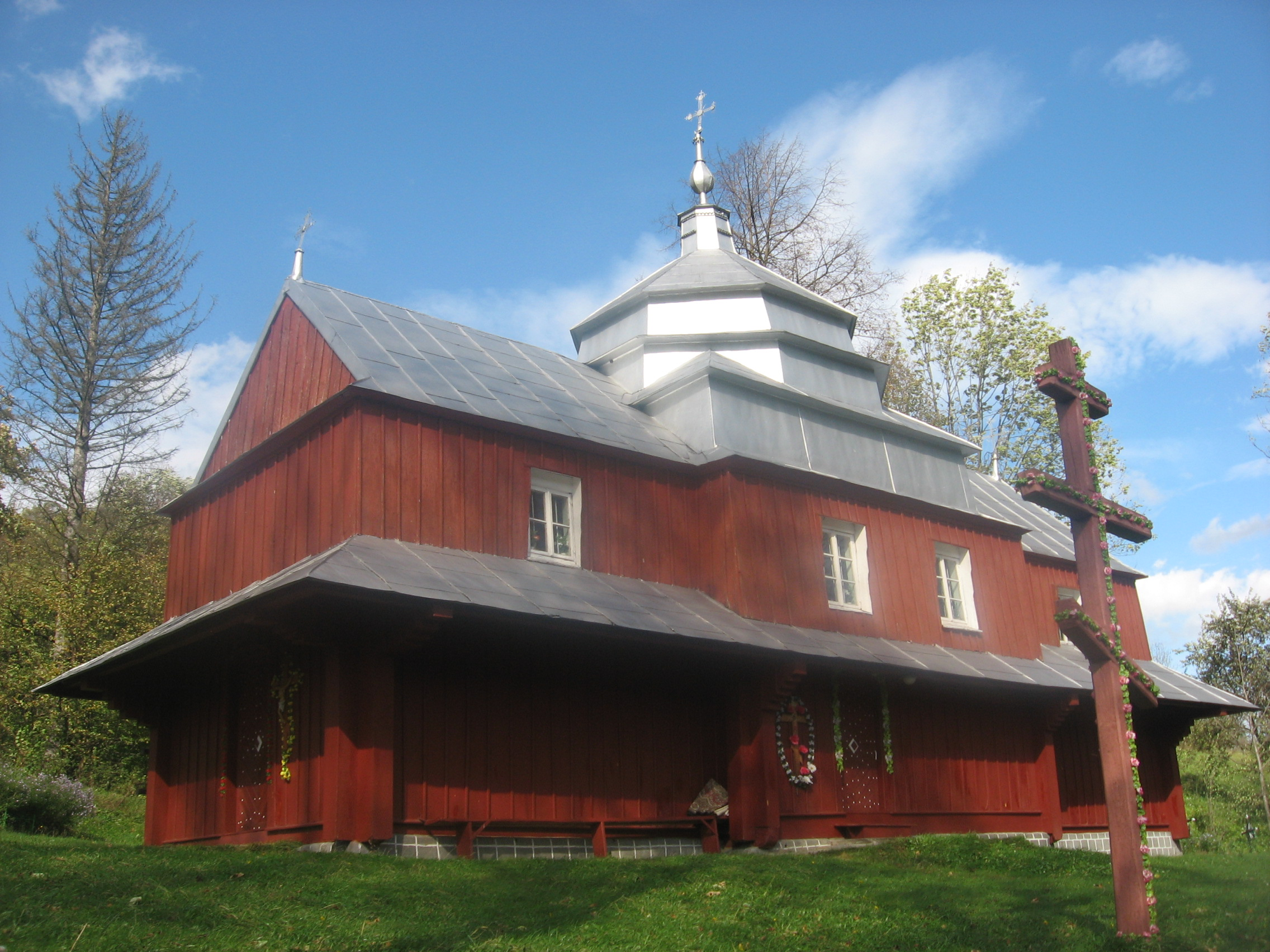
Церква св. Трійці
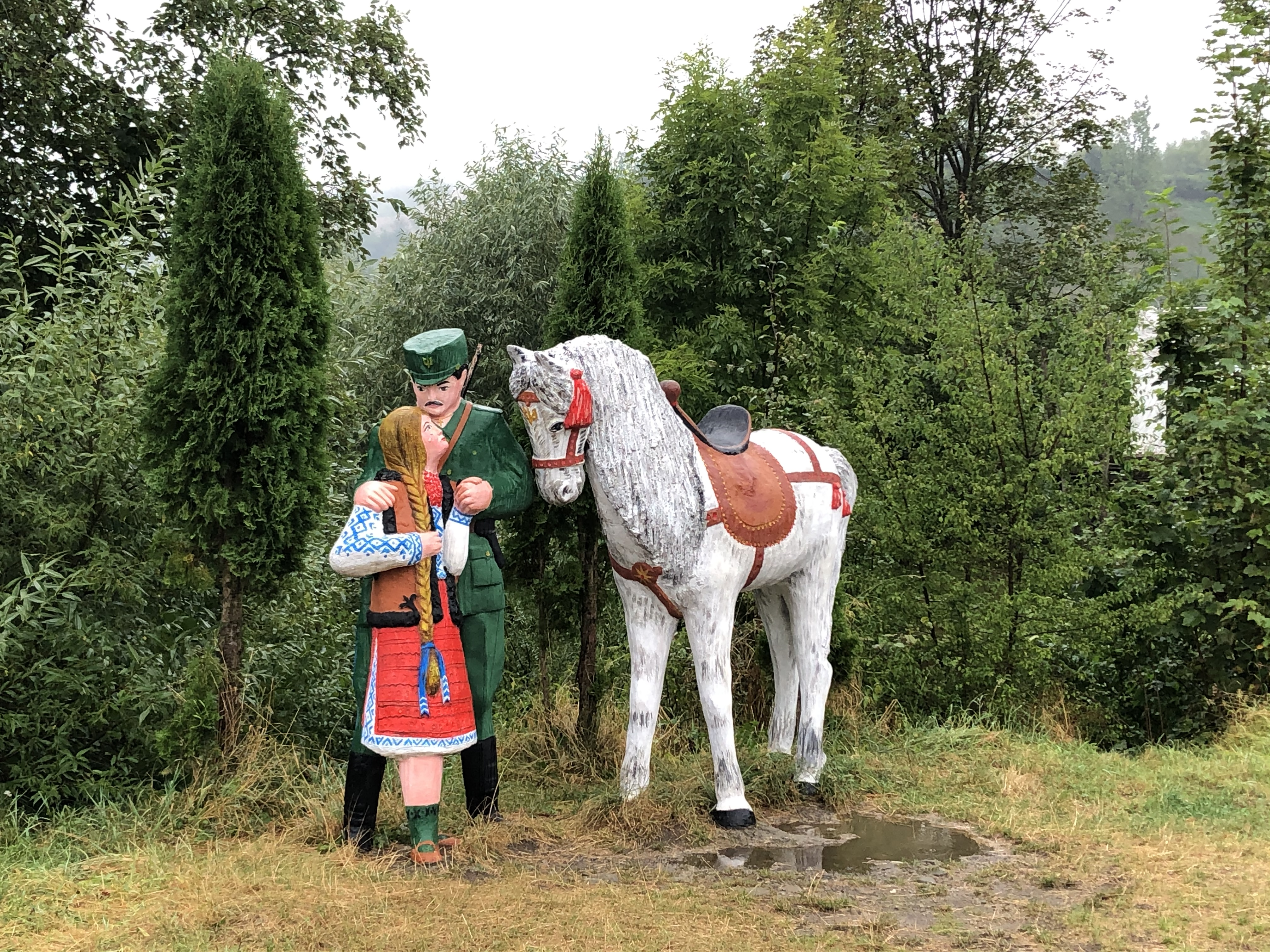
Пам'ятник українському повстанцю.
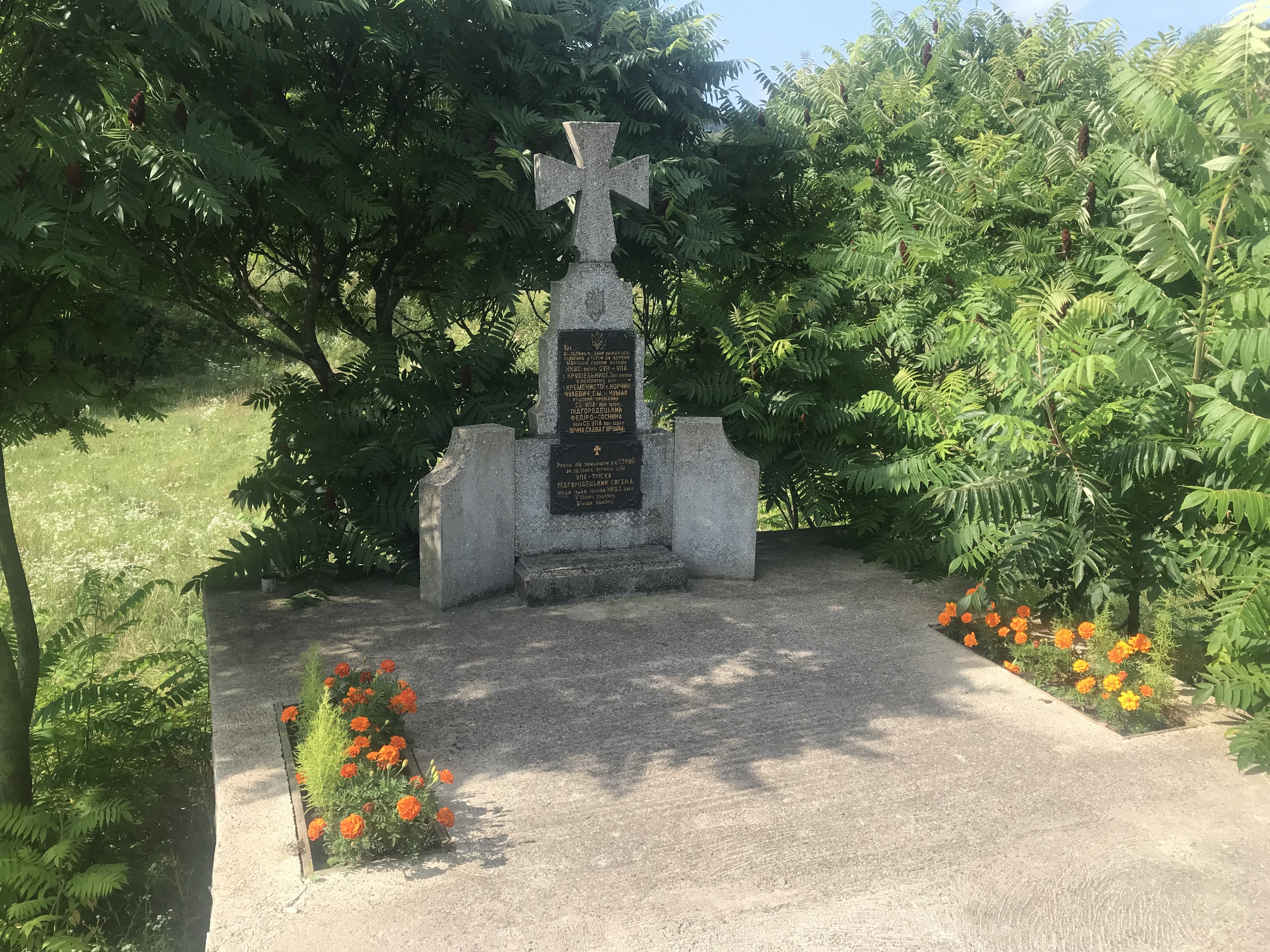
Пам'ятник загиблим воїнам ОУН-УПА
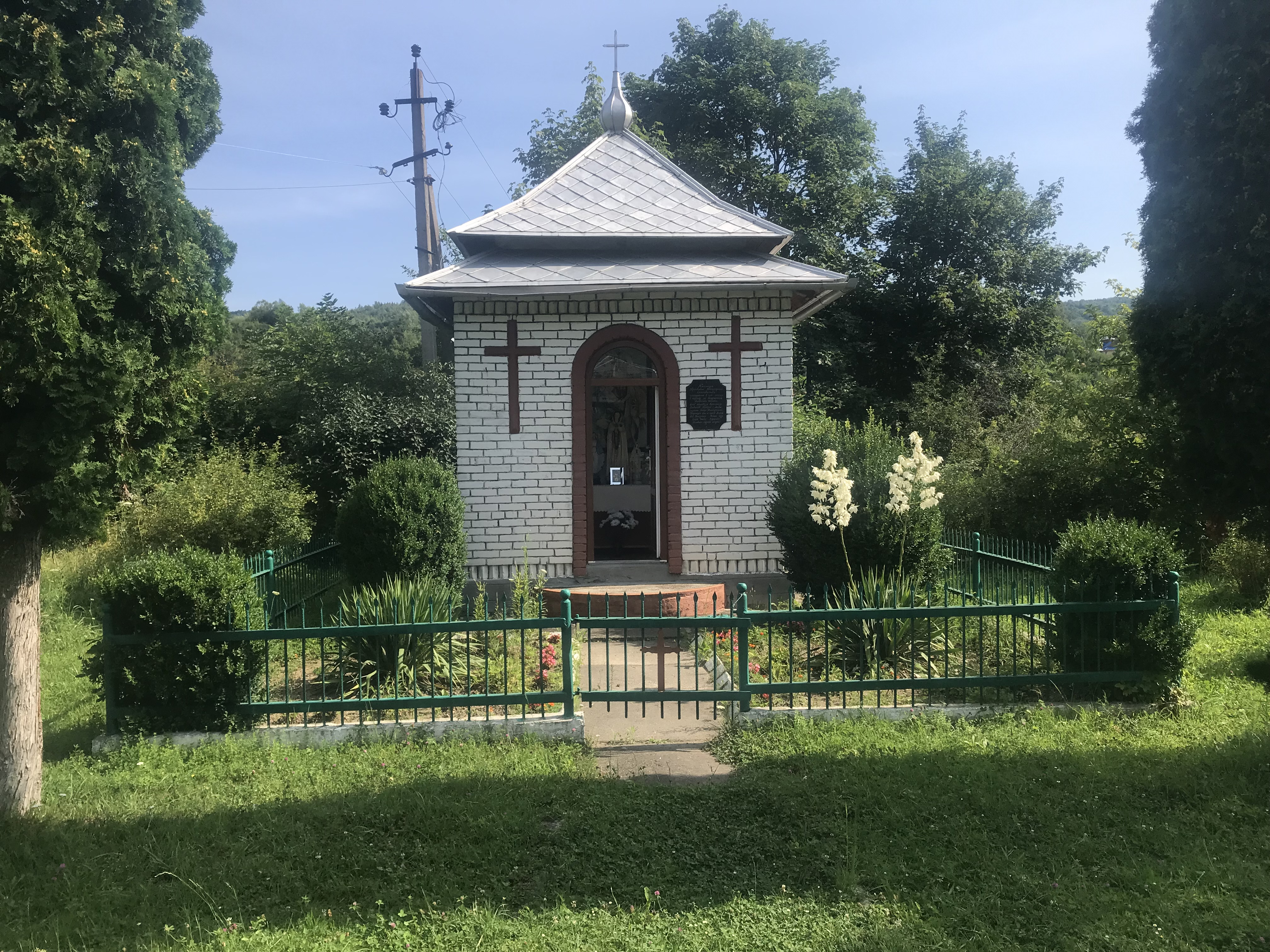
Каплиця

## Галерея

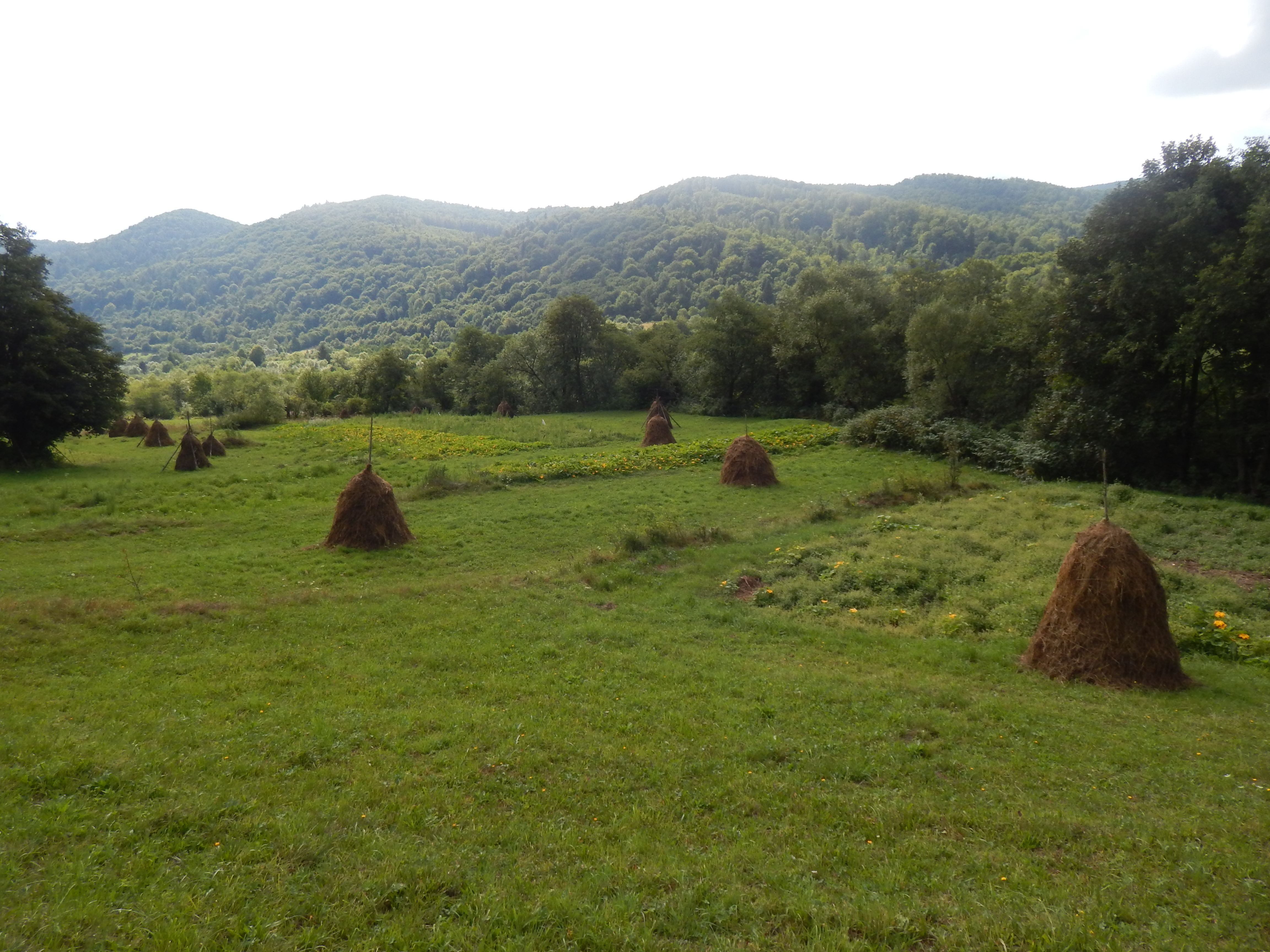
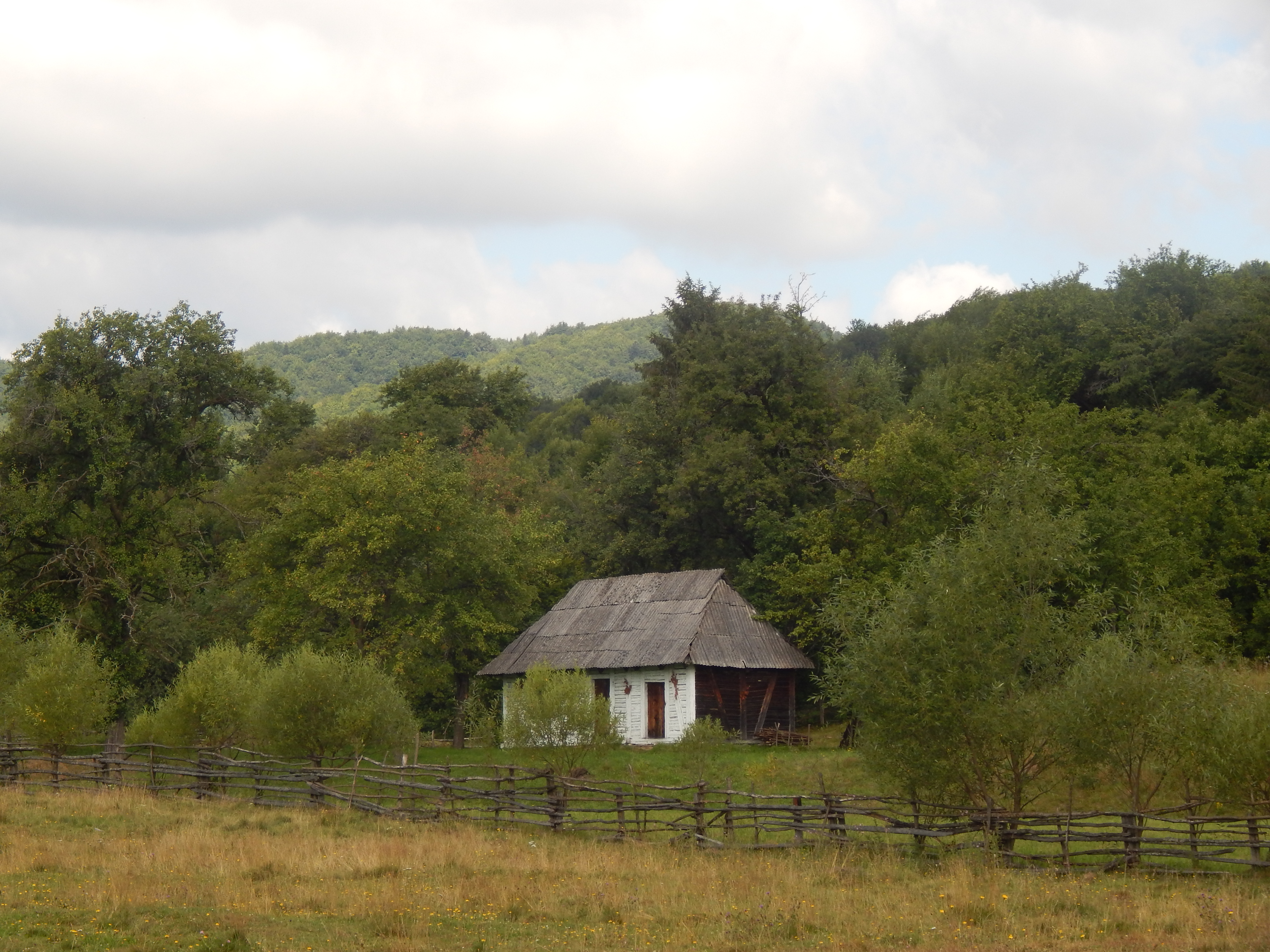
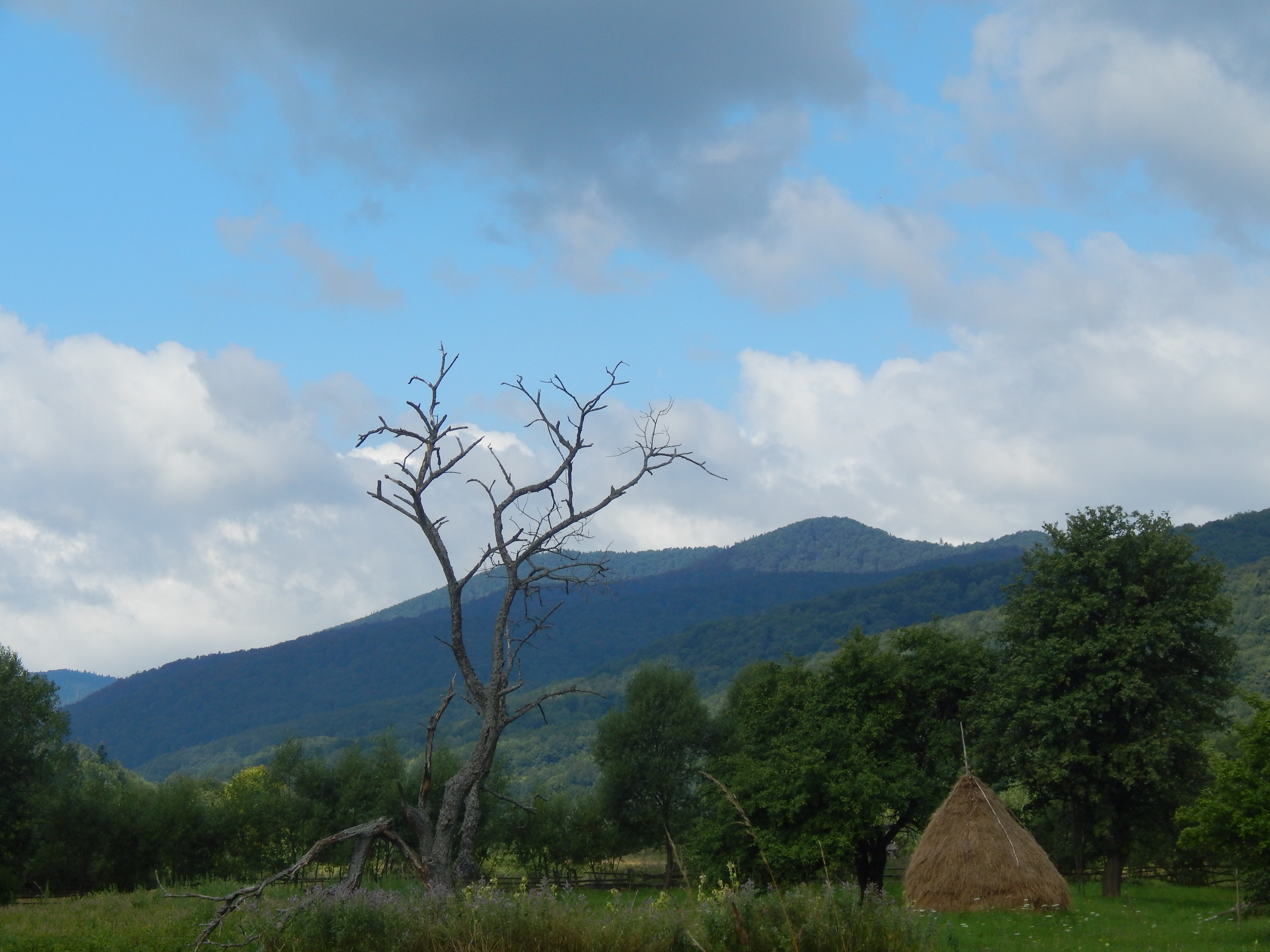

## Відомі люди

### Народилися
- Дмитришин-Часто Любов (нар. 1942) — українська письменниця, журналістка. Член Національної Спілки письменників України;
- Підгородецький Василь Семенович (14.10.1925 — 20.08. 2004) — член ОУН, безкомпромісний борець за незалежність України;
- Корчинський Юліан Олексійович — хоровий диригент, педагог, фольклорист, композитор і громадський діяч. Заслужений артист УРСР (1960);
- Корчинський Мирослав Титович — композитор, педагог, сопілкар, баяніст. Заслужений діяч мистецтв України (2011);
- Данів Зеновій Дмитрович (* 1937) — український краєзнавець.

### Перебували
- Косович Микола (1901—1941) — греко-католицький священник, душпастирював у селі в 1929—1935 роках.